# Tenuiphantes floriana
Tenuiphantes floriana es una especie de araña araneomorfa del género Tenuiphantes, familia Linyphiidae. La especie fue descrita científicamente por van Helsdingen en 1977.
La longitud del cuerpo del macho es de 2,0-2,6 milímetros y de la hembra 2,5-2,7 milímetros. La especie se distribuye por Europa: Rumania, Macedonia del Norte y Grecia.